# Hino Tomiko
Hino Tomiko (日野 富子 (Nhật Dã Phú Tử) 1440 - 30 tháng 6, 1496) là một nhân vật lịch sử nổi tiếng sống vào cuối thời kỳ Muromachi, đầu thời kỳ Chiến quốc trong Lịch sử Nhật Bản. Bà là con gái của Hino Shigamasa và là chính thất của vị Shōgun đời thứ tám của Mạc phủ Ashikaga, Ashikaga Yoshimasa. Ban đầu, Tomiko được hứa hôn với vị Shōgun đời trước là Ashikaga Yoshikatsu, nhưng vì Yoshikatsu chết yểu lúc mười tuổi, do đó bà đã được sắp xếp để kết hôn với Yoshimasa. Bà cũng là sinh mẫu của vị Shōgun thứ 9 là Ashikaga Yoshihisa.Những ảnh hưởng của bà trong giai đoạn tranh chấp về việc chuyển giao quyền lực Mạc phủ đã trở thành một trong những nguyên nhân gây ra Chiến tranh Ōnin, đánh dấu sự bắt đầu của một thời kỳ lịch sử mới - Thời kỳ Chiến Quốc (Nhật Bản)

## Tiểu sử
Hino Tomiko xuất thân từ gia tộc Hino, hầu hết những người phụ nữ xuất thân từ gia tộc quyền lực này đều trở thành chính thất của các vị Shōgun thời bấy giờ. Đây đều là những cuộc hôn nhân chính trị với mục đích tăng cường quyền lực của gia tộc Hino trong việc kiểm soát triều đình riêng của Mạc phủ. Do vậy, Tomiko cũng giữ vai trò quan trọng trong việc củng cố và đẩy mạnh mối quan hệ giữa gia tộc và Mạc phủ. Sau khi thể hiện địa vị chính trị của mình sau cuộc hôn nhân với Ashikaga Yoshimasa, Tomiko đã quyết định can dự vào chính sự. Bà hạ sinh đứa con đầu lòng vào năm 1459, nhưng đứa bé chết yểu vài ngày sau đó. Sau này, bà đã bắt vú nuôi là Imamari no Tsubone phải chịu trách nhiệm cho cái chết của con. Imamari no Tsubone bị lưu đày đến đảo Oki và tự sát ngay sau đó.

## Chiến tranh Ōnin
Vào năm 1460, Yoshimasa quyết định thoái vị chức Tướng quân Mạc phủ. Tuy nhiên, vì chính thất Tomiko chưa sinh được con thừa tự, Yoshimasa đã thuyết phục em trai ông là Ashikaga Yoshimi lên kế thừa, với việc đầu tiên là thực hiện bổn phận của một Tướng quân, về sau mới được công nhận tước vị. Điều này đã bị Tomiko cực lực phản đối. Mặc dù trong thời gian này bà không thể khước từ cuộc gặp gỡ với Yoshimi, song bà đã quyết định gây chiến với các lãnh tướng khác và tự mình nắm quyền cai trị Mạc phủ cho tới khi sinh được hậu duệ kế thừa. Sau khi sinh Ashikaga Yoshihisa và trở thành Tướng mẫu tương lai, Tomiko đã bắt đầu tìm kiếm sự hỗ trợ về mặt quân sự từ các gia tộc như Gia tộc Ouchi, gia tộc Hatakeyama, gia tộc Shiba cùng các gia tộc khác.
Với vị thế của Tomiko trong gia tộc Hino, cũng như có Yamana Sōzen đứng sau tương trợ, trong Mạc triều đã xuất hiện hai gia tộc ở hai phe đối lập nhau: Gia tộc Hosokawa nâng đỡ cho Yoshimi, Gia tộc Yamana cũng nhận trách nhiệm phò tá cho Yoshihisa. Chính vì vậy, tham vọng đưa con trai lên làm Tướng quân của Tomiko đã trở thành nguyên nhân dẫn đến Chiến tranh Ōnin.

## SauCuộc chiến Ōnin
Năm 1489, Yoshihisa qua đời trong một cuộc viễn chinh với mục đích đánh bại kẻ thù Rokkaku Takayori, cựu Tướng quân Yoshimasa cũng qua đời ngay sau đó. Sau cái chết của chồng và con trai, Tomiko đã tiến cử con trai của Yoshimi và em gái mình là Ashikaga Yoshitane làm Tướng quân kế nhiệm. Nhưng sau đó, Yoshimi đã gây ra một cuộc binh biến nhằm chống lại quyết sách của Tomiko. Yoshimi đã cho phá hủy tư dinh của bà và tăng cường kiểm soát đối với lãnh địa mà bà đang nắm giữ. Sau khi Yoshimi qua đời, người kế nhiệm Yoshihisa là Yoshiki cũng nổi dậy chống lại quyết định của Tomiko. Tuy vậy, với sự giúp đỡ của Hosokawa Masamoto, Tomiko đã thuận lợi thực hiện một cuộc đảo chính vào năm 1493, sau đó phế truất Yoshiki và đưa Ashikaga Yoshizumi - con trai của Ashikaga Masamoto và là cháu trai của Yoshimasa - lên kế vị. Bà qua đời vào năm 1496, hưởng dương 57 tuổi.

## Di sản
Hino Tomiko đôi khi được mô tả như một người vợ tồi tệ và là người phụ nữ giàu có với tâm địa hiểm độc, tuy vậy công lao đóng góp của bà đối với nền kinh tế Mạc phủ lúc bấy giờ vẫn được thừa nhận và tôn vinh. Do đó, ta có thể thấy rằng, tiếng xấu của Tomiko lưu truyền cho hậu thế sau này đều bắt nguồn từ những góc nhìn khắt khe và cổ hủ nhằm hạ thấp giá trị của những người phụ nữ và thương gia trong xã hội cũ. Trong những năm gần đây, do chịu ảnh hưởng từ phong trào nữ quyền, các nhà sử học và nhà văn nữ đã mô tả Tomiko như một người phụ nữ có năng lực chính trị, khác xa những hình ảnh xấu xa được phóng đại trong quá khứ. Nhưng dù vậy, một nhân vật lịch sử như Tomiko rất khó để được phán xét một cách công bằng.
Lăng mộ của Tomiko được cho là đặt tại đền Kekai-in, thuộc thành phố Kyōto. Một bức tượng Tomiko bằng gỗ hiện đang được đặt tại đền Hokyoji.

## Trong văn hóa đại chúng
- Hino Tomiko là nhân vật trong tiểu thuyết của Ryōtarō Shiba và Michiko Nagai.
- Bà cũng là nhân vật trong tiểu thuyết Fuyu no Rakijatsu của Eri Kawamaru.
- Tomiko cũng là nhân vật chính trong bộ phim Taiga Hana no Ran của NHK.[2].